# Vlorë (huyện)
Vlorë là một quận thuộc hạt Vlorë, Albania. Quận này có diện tích 1609 km² và dân số năm 2002 là 147267 người, mật độ 92 người/km².